# Cas Innova

El Cas Innova és un cas de presumpta corrupció política sorgit el 2012 i que té el seu “epicentre” a la capital del Baix Camp, Reus. Els dos principals responsables Josep Prat Domènech i Carles Manté, dos alts càrrecs de la salut pública catalana, estan imputats des del 2012. El 2012 es va fer públic que l'hòlding municipal Innova tenia un deute de més de dos-cents milions d'euros i l'Ajuntament de Reus un deute consolidat de 369,4 milions, essent aquest un dels deutes municipals més alts de tota Catalunya. Implica als càrrecs de la salut pública i polítics catalans, en una trama de contractacions irregulars i salaris injustificats. El tribunal de comptes va condemnar al principal implicat, Josep Prat, a pagar 900.000 euros a l'Ajuntament de Reus. La causa penal continua oberta i fins ara no hi ha hagut cap ordre de presó.

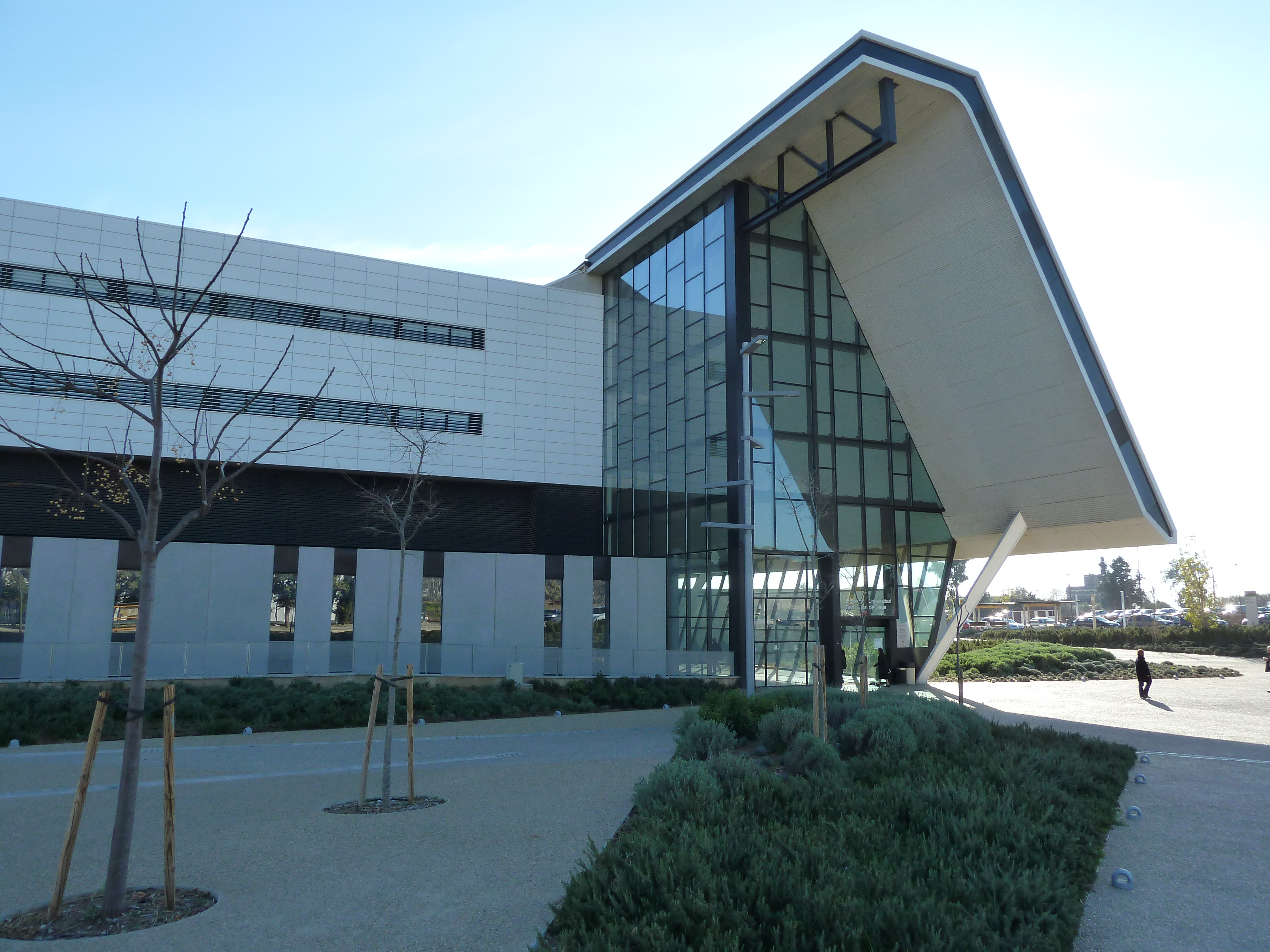
Hospital Sant Joan de Reus

## L'empresa Innova
Innova és un conglomerat d'empreses municipals de Reus. El holding municipal d'Innova és un gegant que ha gestionat gran part de les activitats de la ciutat fins al present, des de centres sanitaris a urbanisme, passant per llars d'infants, el serveis d'aigua, aparcaments, mercats, transport públic i fires, entre altres serveis.
Els principals impulsors d'Innova foren en Josep Prat Domènech i l'alcalde socialista Josep Abelló. Els orígens de l'hòlding es remunten al començament de l'alcaldia de l'Abelló. Des del 1986 fins al 2002, l'Ajuntament, seguint l'exemple del sanejament de l'hospital de Sant Joan per qui aleshores era el seu gestor, en Prat Domènech, impulsà la creació de multitud d'empreses municipals. Així, el 1999 ja s'havien creat 17 societats per gestionar l'aigua, els mercats, els transports, l'urbanisme, etc. Llavors, les noves empreses municipals començaren a expandir l'abast de les seves activitats: Aigües de Reus s'estengué a Vilafranca del Penedès i Tremp, Sagessa, es convertí en un gegant controlant una dotzena d'hospitals, ambulatoris i llars d'infants de la província de Tarragona.
Finalment, el 2002 es creà Innova com a empresa matriu que controlaria tota la xarxa d'empreses municipals. Amb la creació del conglomerat d'empreses s'aconseguia també apartar-les del control i de la comptabilitat pública. A partir de la fundació d'Innova, l'Ajuntament es començà a involucrar en projectes cada cop més ambiciosos i a assumir majors riscs; aquest fou el cas amb Tecnoparc, on només hi tenia una participació minoritaria; el de Shirota Functional Foods, empresa d'investigació nutricional que faria fallida; i el del macro centre comercial (el Corte Inglés de Reus, 41.700 metres quadrats) promogut per Metrovacesa als terrenys de l'antiga Fira de Reus, a tocar del parc de Sant Jordi, que está paralitzat.
Les noves aventures empresarials d'Innova deixarien uns deutes acumulats de 88 milions d'euros, un 25% del total del deute de Reus, que puja a 368 milions.
En el moment en què va esclatar l'escàndol, l'empresa gestionava tres de cada quatre euros gastats per l'Ajuntament de Reus, que el 2011 tenia un pressupost de 396 milions d'euros.
Una de les característiques d'Innova era la seva opacitat. Així, malgrat que era una empresa pública els salaris dels seus directius no van ser fets públics fins que va esclatar l'escàndol. Quan l'escàndol era públic sortí a la llum que el sou del seu màxim responsable, en Josep Prat, era de 260.000 euros (equivalent a 46 milions de pessetes), a més de dietes i un Audi A6. En total, durant el mateix any, en Prat i quatre alts càrrecs es varen repartir 770.000 euros en retribucions. Un dels alts càrrecs i company de Prat des dels inicis, Lluís Nualart, tenia cotxe oficial i cobrava 226.000 euros anuals. En total, les empreses municipals tenen 2.003 empleats, la gran majoría integrats a Sagessa: 1.613. Cada societat tenia un gerent, un secretari, un consell d'administració i un president. Per cada reunió de Sagessa cada representant rebia 1.000 euros bruts.

### Conglomerat d'empreses
El nom Innova correspon a dues societats INNOVA i Entitat Pública Empresarial Local (EPEL) Innova. Sota el paraigües de les dues empreses s'hi aixoplugaven una vintena d'empreses dedicades a tot tipus d'activitats:
- Grup Aigües de Reus (3 empreses)
- Amersam
- Gestió Ambiental
- GUPSA
- Grup Hospital (9 empreses)
- Promimpuls (dedicada al sector turístic)
- REDESSA
- Reus Ciutat de Negocios (societat de capital de risc)
- Reus Esport i Lleure
- Reus Transport
- Sanejament Ambiental
- Shirota Functional Foods, SL
- Tecnoparc Reus, SA
- Tremp. Sagessa

### Principals moviments i contractes irregulars
- De l'abril de 2007 al juny de 2011, l'empresa CCM Estratègies i Salut, propietat d'en Carles Manté i la seva muller van rebre per part d'Innova entre 695.000 720.120 euros (uns 155.000 euros anuals) per "honoraris" de "consultoria estratégica".[9][10]
- Una filial del grup comprà sense concurs públic tres autobusos urbans en renting a l'empresa Evobus Iberica (Daimler AG) per 900.000 euros.[11]
- Jordi Bergadà (ERC), regidor d'urbanisme de l'ajuntament, hauria facturat des del seu despatx privat a Tecnoparc, una de les peces d'Innova de la qual el mateix Bergadà era conseller, gairebé 70.000 euros durant l'últim mandat.[12]
- Juan Gallardo, ex regidor del Partit Popular, hauria fet beneficiària a la seva pròpia companyia de 18.000 euros anuals mitjançant estudis realitzats per Innova. El mateix Gallardo i un altre dirigent local del PP, Miquel Àngel López Mallol, cobraren entre 1999 i 2004 un sobresou de 600 euros mensuals per ordre de l'exalcalde per fer lobby a Madrid en temes interessants per a Reus.[12]
- Josep Jofré, regidor de CiU i vicepresident d'Innova, hauria venut des d'una de les seves empreses productes sanitaris a l'hospital municipal Sant Joan.[12]
- Jorge Batesteza, arquitecte vinculat a CatSalut, cobrà per 387.000 euros i facturà 7.545 euros de despesa.[11]
- Cobra, una de les empreses beneficiades amb contractes amb Innova, es va gastar 18.000 euros en reformar un pis de vacances d'en Ferraté.[11][13]
- La companyía d'en Juan Gallardo Alguero, Reus Desenvolupament Econòmic S.A. (Redessa), obtingué entorn de 18.000 euros anuals realitzant estudis sufragats per Innova, mentre el mateix Gallardo Alguero formava part del consell d'administració d'Innova.[14]

## Cronologia

### 2010
El 2010 el Síndic de Greuges (llavors en Rafael Ribó i Massó, encara en actiu) declara en el seu informe anual sobre el 2009 que l'Ajuntament de Reus és el més opac ("administració no col·laboradora") de tot Catalunya. L'Ajuntament va deixar sense resposta 9 expedients presentats pel Síndic.

### 2011
Al desembre, el diari El País fa públic que en Josep Prat Domènech, president d'Innova i de l'Institut Català de la Salut (ICS), compaginava els dos càrrecs amb la vicepresidència d'USP Hospitals, un dels majors grups sanitaris privats d'Espanya.

### 2012
El 10 de gener, el partit Candidatura d'Unitat Popular presentà una denúncia davant de la Fiscalia Anticorrupció i l'Audiència Nacional pels múltiples càrrecs que acumulava en Prat Domènech en empreses públiques i privades, entre elles, la vicepresidència d'USP, una de les més grans companyies sanitàries d'Espanya.
L'11 de gener, arran de la denúncia de la CUP en Prat Domènech deixà el seu càrrec. L'exalcalde de Reus, en Lluís Miquel Pérez, lamentà el fet i qualificà Prat de "servidor públic exemplar". Prat fou substituït pel Joan Carles Ferraté, gerent d'una de les empreses mediambientals de l'hòlding municipal. Ferraté passà a cobrar un sou brut de 140.000 euros.
Paral·lelament, la mateixa CUP denuncià a l'Oficina Antifrau de la Unió Europea (Olaf) l'ús indegut per part de l'hòlding Innova d'uns 600.000 euros del Fons Europeu de Desenvolupament Regional (Feder) invertits a Reus.
El 21 de gener, es fa públic el sou d'en Prat Domènech com a gestor d'Innova: 280.000 euros. Fins al moment, Prat s'havia negat a fer públics els seus béns i propietats, en contra de la Llei de Bases del Règim Local que estipula que els alts càrrecs municipals han de revelar els seus béns i propietats tant en iniciar com en abandonar el seu càrrec.
El 26 de gener, es fa públic que el PP de Reus destituí l'assessor Juan Gallardo per haver obtingut contractes d'Innova per a les seves pròpies empreses mentre formava part del consell d'administració de l'hòlding municipal.
Al juny l'Ajuntament, llavors ja sota el govern de CiU i el Partit Popular, porta al Tribunal de Comptes informes econòmics i una auditoria de gestió sobre un conjunt de males pràctiques dutes a terme per l'Ajuntament dirigit per Lluís Miquel Pérez (PSC).
El 2 de juny, l'Ajuntament de Reus celebra un ple monogràfic sobre el Cas Innova. Durant el ple es decideix que l'interventor i el secretari municipal de Reus controlaran que Innova compleixi amb tota la normativa. A més, el portaveu de la CUP, David Vidal, critica que l'auditora contractada per resoldre els comptes d'Innova, Faura Casas, treballa habitualment per l'Ajuntament, restant-li imparcialitat.
El 19 de juny, la CUP denuncia davant la Fiscalia Anticorrupció els pagaments de gairebé 700.000 euros que l'exdirector del Servei Català de la Salut (CatSalut) Carles Manté rebé entre 2007 i 2011 d'Innova.
El 31 de juliol es fan públics els resultats de l'auditoria feta per Faura-Casas sobre els dos últims anys durant els quals Innova fou gestionada per Prat, entre 2009 i 2011. L'auditoria, d'unes 3.000 pàgines, desvelarà contractacions sense concurs, pagaments de sous i incentius a alts càrrecs de manera injustificada (a vegades les retribucions variables eren superiors a les fixes), concessions d'avals dubtosos i facturacions irregulars a les empreses de l'hòlding. També revelarà que Prat cobrà el 30% del seu sou, uns 68.000 euros anuals, en incentius que no estaven justificats. L'alcalde de Reus, en Carles Pellicer, presentà l'auditoria com un document definitiu:
| «                      | Hemos acabado con el monstruo, estamos transformado Innova y con la auditoría se cierra la carpeta de las noticias adversas aparecidas durante todo este año | » |
| — 31 de juliol de 2012 | |   |

L'oposició, però, discreparà. El portaveu d'Ara Reus, Jordi Cervera, demanarà que es depurin totes les responsabilitats i el regidor de la CUP David Vidal assegurarà que l'auditoria era "superficial". L'oposició criticarà la falta de noms concrets a l'auditoria, com el d'Ester Ventura, mà dreta d'en Prat a Innova i parella de l'home fort de CiU a Tarragona, en Josep Poblet, president de la Diputació.
El novembre la CUP acusa a la política popular Alícia Alegret Martí d'haver fet contractar per l'hòlding municipal Innova, del qual era vicepresidenta, una persona que, des del primer moment, va estar treballant només a la seu del Partit Popular de Reus, del qual ella n'era presidenta.

### 2013
El gener la tinent d'alcalde de l'Ajuntament de Reus, Alicia Alegret Martí, fa públic que Innova quedarà reduïda a dues grans empreses municipals. A més, Amersam i Reus Transport es fusionaran. L'objectiu de la simplificació del grup econòmic és potenciar i donar continuïtat al full de ruta iniciat pel consistori que pretén aprimar les estructures de govern municipal creades en mandats anteriors.
El 26 de febrer, el jutjat d'instrucció 3 de Reus admet a tràmit una querella presentada pel partit independent Ara Reus contra Josep Prat i Carles Manté, que seran imputats pels delictes d'estafa i malversació de fons públics.
El 27 de febrer són detinguts als seus domicilis particulars en Josep Prat i Carles Manté pels pagaments irregulars d'Innova.
A finals de març, l'oficina anti-frau de la Unió Europea (Olaf) envia inspectors a Reus per indagar sobre presumptes irregularitats en projectes gestionats per Innova i vinculats al Centre de Bioempreses de Reus, creat el 2008 i concebut com una incubadora de projectes entorn la salut i la nutrició. El Centre rebé uns 600.000 EUR de la Unió Europea dins del programa de fons Feder (Fons Europeu de Desenvolupament Regional).
A finals de març esclata el Cas Shirota, derivat del Cas Innova. A partir del 28 del mateix mes el jutjat d'instrucció número 3 de Reus cita a declarar tots els membres de l'anterior coalició, que va governar Reus fins al 2011. El motiu de la imputació fou un aval de tres milions d'euros de diner públic concedit el 29 de febrer de 2008 a Shirota Functional Foods, una empresa mixta de capital públic i privat. En fer fallida l'empresa el 2012. l'Ajuntament va haver d'assumir totes les pèrdues.

### 2020
El 20 d'abril de 2020 l'Ajuntament de Reus aprovà el canvi de governança de l'Hospital Sant Joan que passaria a mans de la Generalitat, autoritzant també l'adquisició de la societat Hospital Sant Joan de Reus, SA prèvia transmissió de les accions de les societats Centre MQ Reus a l'Ajuntament, i de Sagessa Assistència Sanitària i Social a la Fundació per a l'Atenció Social, ens dependent de l'Ajuntament de Reus. A més la Generalitat també adquiria les entitats bancàries prestadores de les dues operacions de deute a llarg termini formalitzades per Reus Serveis Municipals, SA per finançar la construcció de l'hospital. La compra de l'Hospital Sant Joan de Reus per part de la Generalitat estaria prevista pel juliol d'aquell any 2020, i es faria a un preu simbòlic d'1 euro, quan la construcció de l'hospital el setembre de 2010 havia arribat a la xifra de 120 milions d'euros.

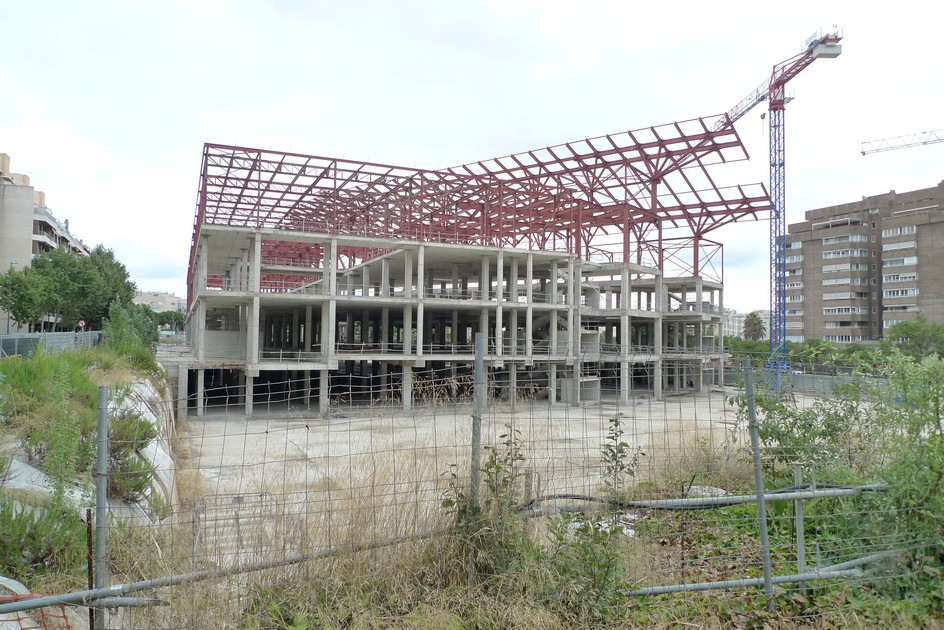
Obres paralitzades del centre comercial de Metrovacesa, agost de 2013

## Persones imputades

### Cas Innova
- Alicia Alegret Martí: diputada al Parlament pel PP i primera tinent d'alcalde de Reus. Ha estat imputada per escrit a la fiscalia d'aquella ciutat per la CUP.[32]
- Jordi Bergadà: exregidor republicà d'Urbanisme de l'Ajuntament de Reus i imputat per cobrar factures suposadament il·legals de Tecnoparc.[12] Des del maig de 2013 també està imputat pel Cas Shirota, derivat del Cas Innova.
- Àngel Cunillera: expresident de Tecnoparc.[12]
- Carles Manté Fors (1947): pèrit industrial. Fou tinent d'alcalde socialista de Mataró i del 2004 al 2006 director general del Servei Català de Salut (SCS) sota el Tripartit. A partir del 2006 passà a ser director de l'Hospital de la Santa Creu i Sant Pau de Barcelona.[33][34]
- Josep Prat Domènech (La Fatarella, 1948): enginyer naval. El 1985 és nomenat gerent de l'hospital Sant Joan de Reus, estructura de la que acabarà redreçant-ne les finances. El 1986 crearà la primera societat anònima de l'Ajuntament de Reus. La seva eficaç gestió el portarà a ser director general del Servei Català de Salut (SCS) del 1998 al 2003 i del 2003 fins a finals de 2011. És el gran cervell i director d'Innova.[33][35][34][2]
- Ester Ventura i Ruché (1961): és exdirectora econòmica i financera del conglomerat de societats Innova. Està casada amb Josep Poblet i Tous, president de la Diputació de Tarragona i alcalde de Vila-seca. Amddós estan implicats en el macroprocés pel Cas Innova. És considerada la mà dreta del també imputat Josep Prat i Domènech, expresident de l'Institut Català de la Salut (ICS), i està acusada de blanqueig de capital, malversació de cabals públics, prevaricació, falsetat documental i omissió del deure.

|  |  |
|  |  |

### Cas Shirota
- Jordi Bergadà: exregidor republicà d'Urbanisme de l'Ajuntament de Reus i, des del maig de 2013, imputat pel Cas Shirota derivat del Cas Innova. També està imputat per cobrar factures suposadament il·legals de Tecnoparc.[36]
- Misericòrdia Dosaigües: del PSC. Des del maig de 2013 està imputada pel Cas Shirota, derivat del Cas Innova.
- Martina Garcia: del PSC i exregidora de Promoció i Turisme. Des del maig de 2013 està imputada pel Cas Shirota, derivat del Cas Innova.
- Rosa Garrido: del PSC. Des del maig de 2013 està imputada pel Cas Shirota, derivat del Cas Innova.
- José Magrazó: del PSC i exregidor de Via Pública. Des del maig de 2013 està imputat pel Cas Shirota, derivat del Cas Innova.
- Eduard Ortiz: del PSC i exprimer tinent d'alcalde. Des del maig de 2013 està imputat pel Cas Shirota, derivat del Cas Innova.
- Teresa Pallarés: del PSC. Des del maig de 2013 està imputada pel Cas Shirota, derivat del Cas Innova.
- Ernest París: exregidor de Joventut i Medi Ambient, primer tinent d'alcalde i membre d'ICV. Des del maig de 2013 està imputat pel Cas Shirota, derivat del Cas Innova.
- Pérez, Lluís Miquel: del PSC i alcalde de Reus des del 1999 fins al 2011. Des del maig de 2013 està imputat pel Cas Shirota, derivat del Cas Innova.
- Pilar Pérez: d'ICV i exresponsable de la cartera de Participació. Des del maig de 2013 està imputada pel Cas Shirota, derivat del Cas Innova.
- Empar Pont: regidora d'ERC i exsegona tinenta d'alcalde. Des del maig de 2013 està imputada pel Cas Shirota, derivat del Cas Innova.
- Carles Sala: del PSC. Des del maig de 2013 està imputat pel Cas Shirota, derivat del Cas Innova.
- Joan Anton Verge: del PSC i ex regidor d'Esports. Des del maig de 2013 està imputat pel Cas Shirota, derivat del Cas Innova.

## Repercussió mediàtica i popular
El juny de 2012, a través de les xarxes socials es convocà una pitada popular al pas de les autoritats locals de Reus amb motiu de les festes de Sant Pere a la vila. La protesta desembocà en tensions entre la policia i alguns manifestants.